# استیو بوک
استیو بوک (انگلیسی: Steve Book؛ زادهٔ ۷ ژوئیهٔ ۱۹۶۹) بازیکن فوتبال اهل بریتانیا است.
از باشگاه‌هایی که در آن بازی کرده‌است می‌توان به باشگاه فوتبال سایرون‌سستر تاون، باشگاه فوتبال بث سیتی، باشگاه فوتبال سوئیندون تاون، باشگاه فوتبال ولتون راورز، باشگاه فوتبال چلتنهام تاون، باشگاه فوتبال بریستول راورز، باشگاه فوتبال لینکولن سیتی، باشگاه فوتبال تیورتون تاون، باشگاه فوتبال وستون سوپر مار، باشگاه فوتبال سلو تاون، باشگاه فوتبال فروم تاون، باشگاه فوتبال برایتون اند هوو آلبیون، و باشگاه فوتبال فارست گرین راورز اشاره کرد.
وی همچنین در تیم ملی فوتبال England C بازی کرده‌است.